# Melissa Kent
Melissa Kent (* 20. Jahrhundert) ist eine US-amerikanische Filmeditorin.
Melissa Kent wurde nach einer dreijährigen Ausbildung ab Mitte der 1990er Jahre als Filmeditorin tätig. Für den TV-Zweiteiler The Reagans wurde sie 2004 für einen Eddie der American Cinema Editors nominiert. 2016 war sie Regisseurin des Kurzfilms Bernie and Rebecca, welcher einige Preise auf amerikanischen und europäischen Kurzfilmfestivals erhielt. Ihr Schaffen als Editorin umfasst rund drei Dutzend Produktionen.

## Filmografie (Auswahl)
- 1999: The Virgin Suicides
- 2000: Supernova
- 2001: Verrückt/Schön (Crazy/Beautiful)
- 2002: Not a Girl (Crossroads)
- 2003: The Reagans
- 2006: Neue Liebe, neues Glück (Something New)
- 2007: An American Crime
- 2008: A Raisin in the Sun
- 2008: Eine für 4 – Unterwegs in Sachen Liebe (The Sisterhood of the Traveling Pants 2)
- 2008: Mein Schatz, unsere Familie und ich (Four Christmases)
- 2012: Für immer Liebe (The Vow)
- 2015: Für immer Adaline (The Age of Adaline)
- 2015: Captive
- 2016: Bernie and Rebecca (Kurzfilm, + Regie)
- 2016: Amerikanisches Idyll (American Pastoral)
- 2019: The Dirt – Sie wollten Sex, Drugs & Rock’n’Roll (The Dirt)
- 2019: The Intruder
- 2019: American Son
- 2024: Música